# Mellemsverige
Mellemsverige (Mellansverige) anvendes ofte som betegnelsen på det område i Sverige, som består af landskaberne ved søerne Mälaren, Hjälmaren og de nordlige dele af Vänern og Vättern, samt Bergslagen.
Rent geografisk er betegnelsen vildledende, da hele området ligger i den sydlige halvdel af Sverige.  Det er heller ikke usædvanligt at definere Mellemsverige som det område, der ligger på højde med og lige nord og syd for Stockholm og Mälardalen, det vil sige Svealand og det sydøstligste Norrland, ofte desuden indeholdende det nordlige Götaland (Östergötland, Dalsland og det nordlige Västergötland).